# Conférence préparatoire (droit pénal)
En droit pénal canadien, une conférence préparatoire est une rencontre avant le procès en présence d'un juge afin de « discuter des questions qui peuvent être résolues plus efficacement avant le début des procédures et de toute autre question semblable, et des mesures utiles en l’espèce ». Elle est prévue à l'article 625 du Code criminel.
Selon la Cour supérieure de justice de l'Ontario, les conférences préparatoires abordent toujours deux questions : « la gestion de la cause et les résolutions. La gestion de la cause comprend la manière dont le procès se déroulera, à savoir : y aura-t-il un procès avec juge et jury ou bien un procès avec juge seulement; [...] y aura-t-il des demandes de conférence préparatoire concernant l’admissibilité de la preuve? [...] Les pourparlers de résolution comprennent la présentation par la Couronne de sa position au sujet de la peine si l’accusé doit plaider coupable avant le procès et la peine qu’il demandera au juge qui préside d’imposer si l’accusé est déclaré coupable à la fin du procès».

## Disposition pertinente au Code criminel
« 625.1 (1) Sous réserve du paragraphe (2), sur demande du poursuivant ou de l’accusé ou de sa propre initiative, le tribunal ou un juge de ce tribunal, le juge, le juge d’une cour provinciale ou le juge de paix devant qui des procédures doivent se dérouler peut, en vue de favoriser une audition rapide et équitable, ordonner qu’une conférence préparatoire entre les parties ou leurs avocats, présidée par le tribunal, juge, juge d’une cour provinciale ou juge de paix, selon le cas, soit tenue afin de discuter des questions qui peuvent être résolues plus efficacement avant le début des procédures et de toute autre question semblable, et des mesures utiles en l’espèce.
Conférences obligatoires dans le cas des procès par jury
(2) Lors d’un procès par jury, un juge du tribunal devant lequel l’accusé doit subir son procès ordonne, avant le procès, la tenue d’une conférence préparatoire entre les parties ou leurs avocats, présidée par un juge de ce tribunal, afin de discuter de ce qui serait de nature à favoriser un procès rapide et équitable; la conférence est tenue en conformité avec les règles établies en vertu des articles 482 et 482.1. »